# One Prudential Plaza
 Il One Prudential Plaza (precedentemente noto come Prudential Building) è un grattacielo di 41 piani situato a Chicago.

## Caratteristiche
Completato nel 1955 come quartier generale della compagnia Mid-America di Prudential, fu il primo grattacielo costruito a Chicago dalla fine della Grande Depressione degli anni '30 e della Seconda Guerra Mondiale. La piazza, assieme ad un secondo edificio eretto nel 1990, è di proprietà di BentleyForbes e di un consorzio di investitori di New York, sin dalla Grande Recessione dell'inizio del XXI secolo.

## Storia

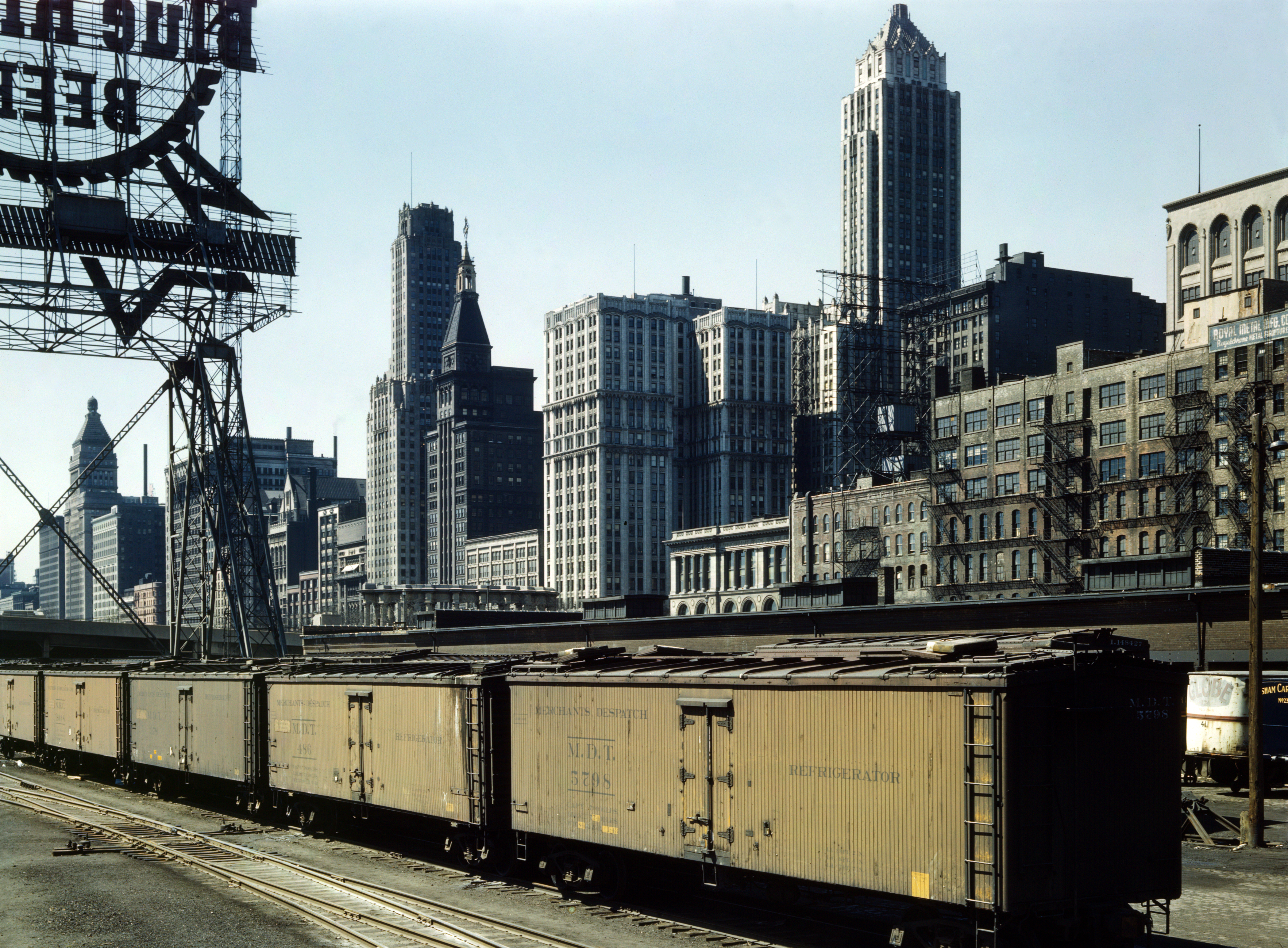
Vista del One Prudential Plaza nel 1943

La struttura era significativa come il primo nuovo grattacielo del centro costruito a Chicago dalla Field Building, 21 anni prima e fu costruito sui diritti aerei della Illinois Central Railroad. Quando il Prudential fu terminato, aveva il tetto più alto di Chicago e secondo solo alla statua di Cerere sul Chicago Board of Trade Building. L'albero fungeva da antenna di trasmissione per la WGN-TV di Chicago. Il progetto venne realizzato dallo studio Naess & Murphy, un precursore della CF Murphy & Associates e successivamente della Murphy / Jahn Architects.
Nel maggio del 2006, BentleyForbes, una società di investimenti immobiliari con sede a Los Angeles gestita da Frederick Wehba e dalla sua famiglia, acquistò il One Prudential Plaza insieme alla sua proprietà gemella, il Two Prudential Plaza, per 470 milioni di dollari.
Dopo un default sull'ipoteca che gravava sulle torri durante la Grande Recessione, gli investitori con sede a New York 601W Companies e Berkley Properties, rappresentati dallo studio legale newyorkese Olshan Frome Wolosky LLP hanno preso il controllo delle torri dopo aver investito più di 100 milioni $ di capitale proprio da ricapitalizzare. BentleyForbes, il precedente proprietario di controllo delle torri, continua ad avere interesse nella società proprietaria.